# Palaeomolis nigromarginalis
Palaeomolis nigromarginalis là một loài bướm đêm thuộc phân họ Arctiinae, họ Erebidae.